# کالج فرانکلین

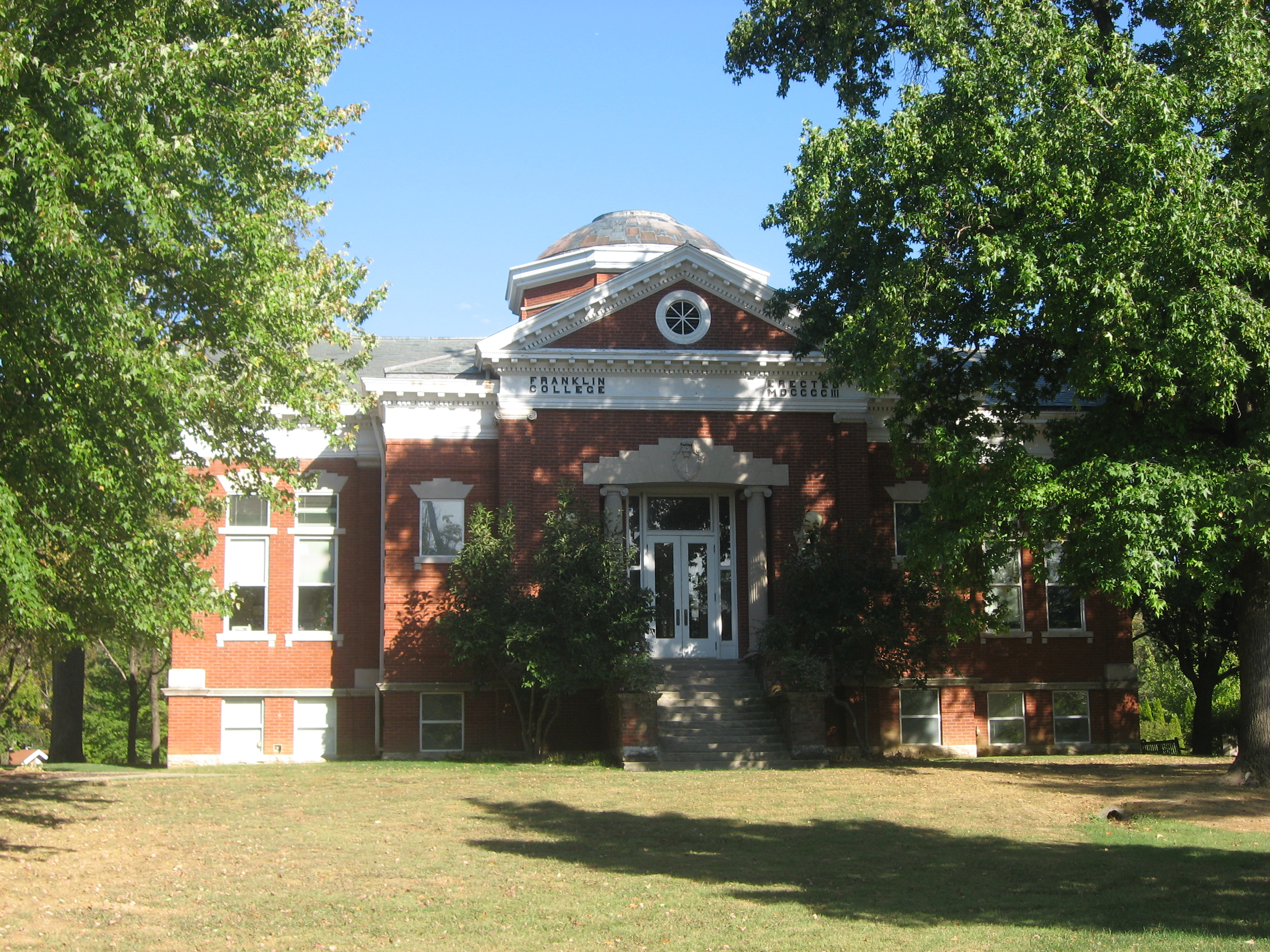

کالج فرانکلین یک کالج خصوصی هنرهای لیبرال در فرانکلین، ایندیانا است. این دانشگاه در سال ۱۸۳۴ تأسیس شد و دارای یک پردیس جنگلی به وسعت ۲۰۷ هکتار شامل زمین‌های ورزشی و یک جنگل زیست‌شناسی ۳۱ هکتاری است. در سال ۱۸۴۲، کالج شروع به پذیرش زنان کرد و به اولین مؤسسه آموزشی مختلط در ایندیانا و هفتمین مؤسسه در کشور تبدیل شد. کالج فرانکلین از لحاظ تاریخی وابستگی خود را به کلیساهای باپتیست آمریکایی ایالات متحده حفظ کرده‌است. کالج فرانکلین در ابتدا به عنوان مؤسسه کار باپتیست تأسیس شد.
تالار اصلی قدیمی و تالار شرک در سال ۱۹۷۵ در فهرست آثار ملی آمریکا به ثبت رسید.

## فارغ التحصیلان قابل توجه
- - جو بنینو، شخصیت رادیویی ورزشی
- راجر دی. برانیگین، فرماندار ایندیانا
- والتر کافی، هفتمین رئیس دانشگاه مینه سوتا
- استیون A. کوهن، دانشگاهی، نویسنده، محیط زیست، استاد مدیریت عمومی و سیاست زیست‌محیطی در دانشگاه کلمبیا
- برد کرافورد، عضو تالار مشاهیر فوتبال کالج
- المر دیویس، نویسنده سرمقاله نیویورک تایمز، گوینده اخبار رادیو سی‌بی‌اس، مدیر دفتر اطلاعات جنگ ایالات متحده، و دریافت کننده جایزه پیبادی
- ویلیام جی اورسون، ژنرال ارتش ایالات متحده و رئیس دفتر گارد ملی
- پل فرانکلین، از ۱۹۳۱ تا ۱۹۳۳ برای شیکاگو بیرز
- کریستوفر تی. گونزالس، فعال LGBT
- فرانسیس ام. گریفیث، سناتور ایالت ایندیانا (۱۸۸۶–۱۸۹۴) و نماینده ایالات متحده (۱۸۹۷–۱۹۰۵)
- تری هوپنر، سرمربی فوتبال در دانشگاه ایندیانا و دانشگاه میامی.
- رالف ایزلهارت، بازیکن فوتبال آمریکایی
- ادی جرمن، مخترع و متخصص اولیه در تکنیک‌های رادیوگرافی پزشکی.
- مارجوری مین، بازیگر
- گرت متیوز، فیلسوف مشهور و استاد فلسفه کالج در دانشگاه ویرجینیا، دانشگاه مینه سوتا و مهم‌تر از همه، دانشگاه ماساچوست آمهرست
- پل مونرو، استاد برجسته تاریخ دانشگاهی و نویسنده
- جسی اورستریت، نماینده آمریکا
- ادنا پارکر، برای یک سال، مسن‌ترین فرد جهان (از ۱۳ اوت ۲۰۰۷) (۱۸۹۳–۲۰۰۸)
- فازی وندیویر، بازیکن بسکتبال تالار مشاهیر.
- آرک وست، مدیر بازاریابی که Doritos را توسعه داد.[۱]
- جین وایت، عضو اصلی تیم بسکتبال که الهام بخش فیلم هوزیرها بود
- گیلفورد ام. وایلی، نماینده مجلس ایالت ویسکانسین
- رابرت وایز، کارگردان و تهیه‌کننده برنده جایزه اسکار